# Sylweriusz Zagrajski
Sylweriusz Bohdan Zagrajski (ur. 20 czerwca 1890 w Gostyninie, zm. 1945 w Lublinie?) – major geograf Wojska Polskiego.

## Życiorys
Urodził się 20 czerwca 1890 w Gostyninie, w rodzinie Erazma, późniejszego prezesa zarządu OSP w Gostyninie w latach 1899–1902.
Porucznik i młodszy oficer 1 kompanii Oddziału Kamienieckiego i 6 Kompanii 2 pułku Legionów Polskich.
2 grudnia 1930 został mianowany na stopień majora ze starszeństwem z 1 stycznia 1931 i 4. lokatą w korpusie oficerów geografów. 
Uczestnik Polskiej Ekspedycji na Spitsbergen w 1934, która kartowała ten rejon.
W marcu 1939 służył w Wydziale Kartograficznym Wojskowego Instytutu Geograficznego w Warszawie na stanowisku kierownika grupy triangulacyjnej.

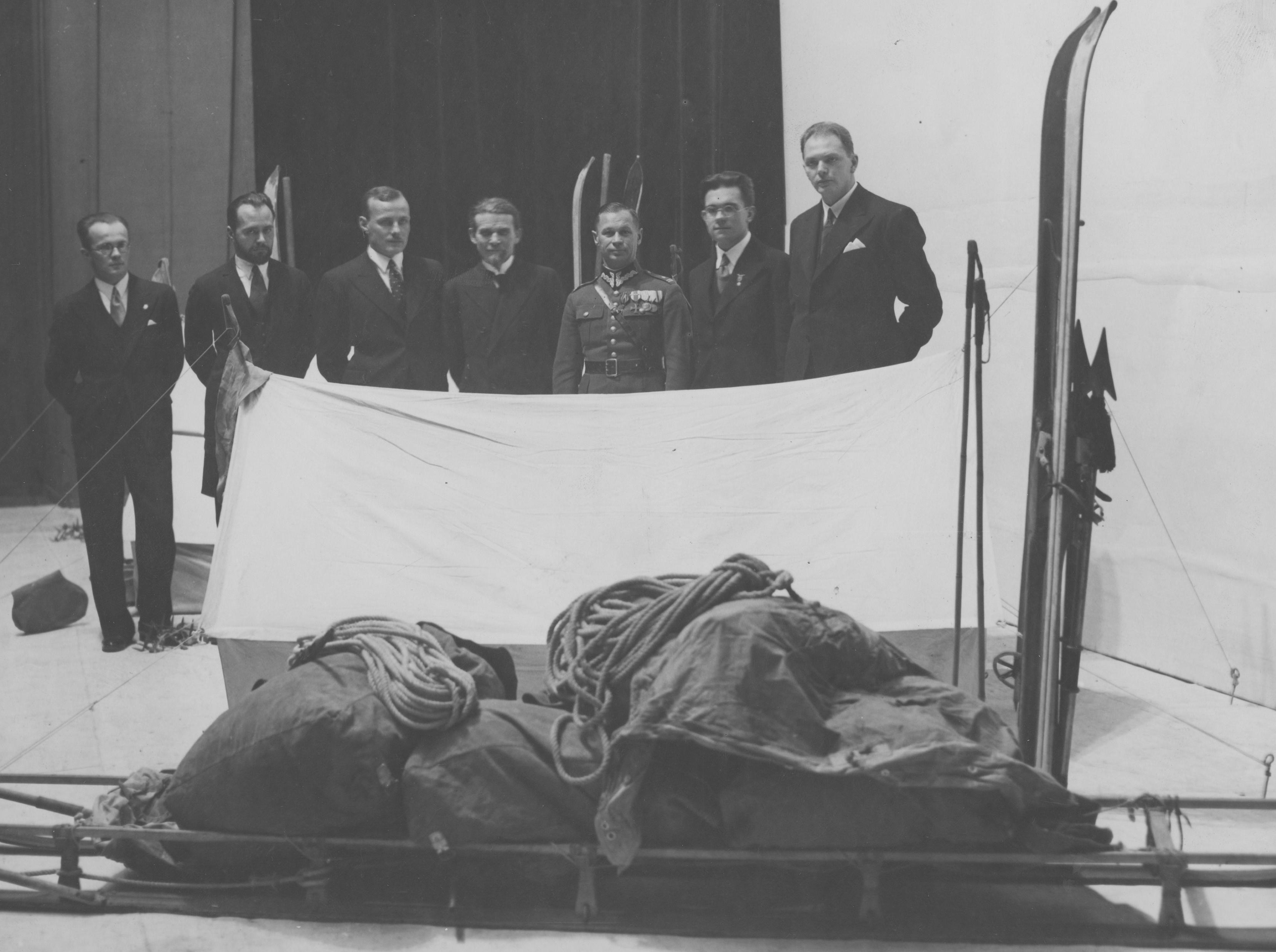
Uczestnicy polskiej wyprawy naukowej w 1934 r. na Spitsbergen. Stoją od lewej: Henryk Mogilnicki, Stefan Bernadzikiewicz, Stefan Zbigniew Różycki, prof. Antoni Bolesław Dobrowolski, mjr Sylweriusz Zagrajski, Stanisław Siedlecki, Witold Biernawski.

We wrześniu 1939 wziął udział w obronie Lwowa jako oficer Oddziału Służby Geograficznej przy Dowództwie Grupy Obrony Lwowa. Aresztowany po wejściu Armii Czerwonej do Lublina w 1944. Zaginął w marcu 1945.

## Ordery i odznaczenia
- Krzyż Niepodległości (25 stycznia 1933)[12]
- Krzyż Walecznych (dwukrotnie)[13][14]
- Złoty Krzyż Zasługi (25 maja 1939)[13]
- Medal Pamiątkowy za Wojnę 1918–1921[15]
- Medal Dziesięciolecia Odzyskanej Niepodległości[15]
- Medal Zwycięstwa („Médaille Interalliée”)[16]

## Upamiętnienie
W 1953 Norweski Instytut Polarny nazwał na jego cześć jeden z lodowców na Spitsbergenie Lodowcem Zagrajskiego.